# Festival Internacional de Cine de Cannes de 2021
El Festival Internacional de Cine de Cannes de 2021, 74.ª edición, tuvo lugar del 6 al 17 de julio de 2021, contando con la presencia del director, productor y guionista Spike Lee como presidente del jurado. El festival dio apertura con la proyección de la cinta Annette del director francés Leos Carax.
La Palma de Oro fue para la película Titane, dirigida por Julia Ducournau.

## Jurados

### Competición principal
- Spike Lee, director, productor y guionista estadounidense (Presidente).
- Mati Diop, directora franco-senegalesa.
- Mylène Farmer, cantante y compositora franco-canadiense.
- Maggie Gyllenhaal, actriz, productora, guionista y directora estadounidense.
- Jessica Hausner, directora, productora y guionista austriaca.
- Mélanie Laurent, actriz, directora y guionista francesa.
- Kleber Mendonça Filho, director, productor y guionista brasileño.
- Tahar Rahim, actor francés.
- Song Kang-ho, actor surcoreano.

### Un Certain Regard
- Andrea Arnold, directora y guionista británica (Presidente).
- Mounia Meddour, directora, productora y guionista argelina.
- Elsa Zylberstein, actriz francesa.
- Daniel Burman, director, productor y guionista argentino.
- Michael Covino, director, productor y actor estadounidense.

### Cortometrajes
- Kaouther Ben Hania, directora y guionista tunecina.
- Tuva Novotny, directora, guionista y actriz sueca.
- Alice Winocour, directora y guionista francesa.
- Sameh Alaa, director, productor y guionista egipcio.
- Carlos Muguiro, cineasta y profesor español.
- Nicolas Pariser, director y guionista francés.

## Selección oficial

### En competición
| Título original                              | Director(es)              | País           |
| -------------------------------------------- | ------------------------- | -------------- |
| Annette                                      | Leos Carax                | Francia        |
| A Feleségem Története (The Story of my Wife) | Ildikó Enyedi             | Hungría        |
| Benedetta                                    | Paul Verhoeven            | Países Bajos   |
| Bergman Island                               | Mia Hansen-Løve           | Francia        |
| Drive My Car                                 | Ryūsuke Hamaguchi         | Japón          |
| Flag Day                                     | Sean Penn                 | Estados Unidos |
| Ha'Berech (Ahed's Knee)                      | Nadav Lapid               | Israel         |
| Casablanca Beats                             | Nabil Ayouch              | Marruecos      |
| Hytti Nro. 6 (Compartment No. 6)             | Juho Kuosmanen            | Finlandia      |
| The Worst Person in the World                | Joachim Trier             | Noruega        |
| The Divide                                   | Catherine Corsini         | Francia        |
| The Restless                                 | Joachim Lafosse           | Bélgica        |
| Paris 13th District                          | Jacques Audiard           | Francia        |
| Lingui, the Sacred Bonds                     | Mahamat Saleh Haroun      | Chad           |
| Memoria                                      | Apichatpong Weerasethakul | Tailandia      |
| Nitram                                       | Justin Kurzel             | Australia      |
| France                                       | Bruno Dumont              | Francia        |
| Petrov's Flu                                 | Kiril Serébrennikov       | Rusia          |
| Red Rocket                                   | Sean Baker                | Estados Unidos |
| The French Dispatch                          | Wes Anderson              | Estados Unidos |
| Titane                                       | Julia Ducournau           | Francia        |
| Tre Piani (Three Floors)                     | Nanni Moretti             | Italia         |
| Everything Went Fine                         | François Ozon             | Francia        |
| A Hero                                       | Asghar Farhadi            | Irán           |